# سير ناقل

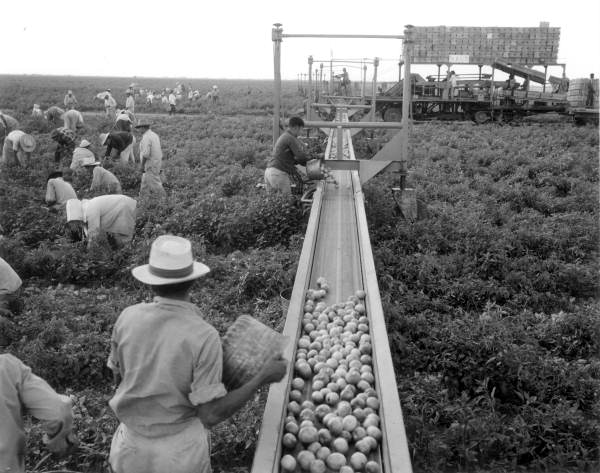
استخدام السيور الناقلة في الإنتاج الزراعي

السيور الناقلة (بالإنجليزية: conveyor belt)‏ هي تجهيزات متحركة مخصصة لحمل المواد أو الأشخاص ونقلهم من مكان إلى آخر وهي تتميز بإمكانية التحميل والتفريغ من دون توقف الناقل. تستخدم السيور الناقلة على نطاق واسع بالتنسيق مع الأنظمة الميكانيكية في العمليات الإنتاجية في مختلف المجالات الصناعية والإنشائية والخدمية والزراعية.

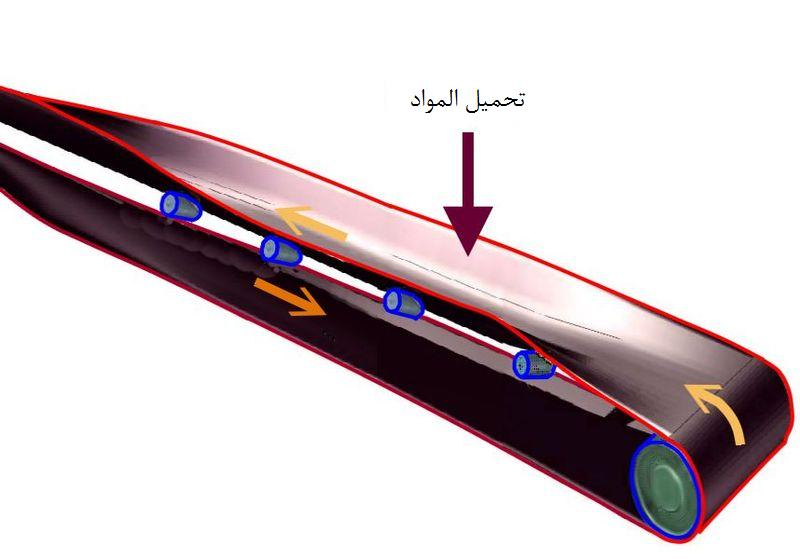
شكل توضيحي للسير الناقل

ويتكون السير في العادة من طبقة أو أكثر من المطاط ويتم تركيبه على بكرتين عريضتين (تسمى أيضا درفيلين) أحدهما متصلة بمصدر للحركة (محرك كهربي في العادة) ويَسير السير على مجموعة من الأسطوانات الوسيطة تسنده وتخفف من الاحتكاك. وتُنقل المواد على السير بخط مستقيم وسرعة معتدلة (تتراوح بين 1,5 - 6 متر/الثانية).

## اقرأ أيضا
- خط إنتاج
- نقطة تشغيل